# Betzy Akersloot-Berg
Betzy Rezora Akersloot-Berg, född Berg 16 december 1850 i Aurskog, död 18 december 1922 på Vlieland var en norsk-holländsk målare.

## Liv
Betzy Akersloot-Berg var dotter till markägaren Casper Cristiansen Berg och Bartha Nordbye. Hon utbildade sig till sjuksköterska och arbetade sedan som sjuksköterska och missionär bland samerna i Finnmarken. Men måleriet lockade henne och hon bestämde sig för att ta kurser vid Kungliga konsthögskolan i Oslo. Hon blev utbildad av Otto Sinding. Hon blev hans elev även när Sinding bosatte sig i München omkring 1880. Under denna period lärde hon känna Hendrik Willem Mesdags verk. Liksom Mesdag var hon attraherad av havet. Hon träffade också målaren själv, och på vintrarna 1886 och 1887 bodde hon i Haag som hans elev. Precis som Mesdag målade hon havet vid Scheveningen direkt från naturen.  Med Mesdag och hans fru Sientje van Houten blev hon god vän. Sientje van Houten, som också var målare, porträtterade henne 1887.  Genom familjen Mesdag lärde hon känna änklingen Gooswinus Akersloot, den före detta borgmästare i Hoevelaken. Hon gifte sig med honom den 2 mars 1893 i Papendrecht. Paret bosatte sig 1896 på Vlieland och köpte den äldsta byggnaden i Oost-Vlieland, det nuvarande museet Tromp's Huys. I trädgården byggde de en studio med utsikt över vadställen. Även som en gift kvinna var Akersloot-Berg företagsam. Hon reste fortfarande nästan varje år på våren till Norge, där hon ibland följde kusten till Finnmarken. Ofta reste hennes man med henne ifrån augusti och på hösten reste de tillsammans tillbaka till Vlieland. Dessutom reste Akersloot-Berg till Sverige, Tyskland, England, Italien och Frankrike (där hon besökte väninnor i konstnärskolonin i Grez-sur-Loing). Ibland reste hon ensam, ibland med en vän, amatörmålaren Odilia de Vos tot Nederveen Cappel.
Betsy Akersloot-Berg dog i december 1922 i sitt hem på Vlieland, där hon är begravd på kyrkogården.

## Verk
Kusten och havet var Akersloot-Berg s huvudtema, men hon målade sporadiskt också städer och byar, och då och då en mänsklig figur. Hon skildrade också några historiska händelser, till exempel inträdesceremonin av drottning Vilhelmina och prins Henrik på Vlieland och flykten av tyska zeppelinare till England under första världskriget.
Hennes verk har visats i flera länder, exempelvis Belgien, Danmark, Tyskland, Frankrike, Nederländerna, Norge, Tjeckien och Sverige.
Hennes konstnärskap omfattar mer än 300 målningar, teckningar och grafik varav en stor del förvaltas av museet Tromp's Huys. Men även på Nationalmuseum i Oslo, på Stavanger konstmuseum, på Nationalmuseum i Stockholm och på Frans Hals Museum i Haarlem finns verk av Betzy Akersloot-Berg.